# TT85

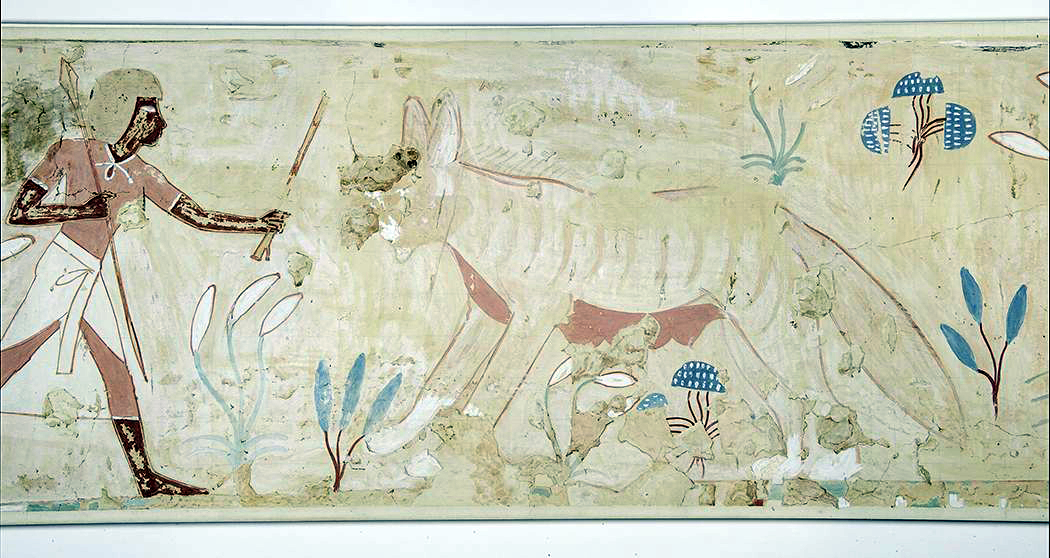
Un cacciatore si confronta con una iena striata, particolare da un acquerello di N. de Garis Davies (Metropolitan Museum di New York cat. MET 30.4.54 detail 1)

TT85 (Theban Tomb 85) è la sigla che identifica una delle Tombe dei Nobili ubicate nell’area della cosiddetta Necropoli Tebana, sulla sponda occidentale del Nilo dinanzi alla città di Luxor, in Egitto. Destinata a sepolture di nobili e funzionari connessi alle case regnanti, specie del Nuovo Regno, l'area venne sfruttata, come necropoli, fin dall'Antico Regno e, successivamente, sino al periodo Saitico (con la XXVI dinastia) e Tolemaico.

## Titolare
TT85 era la tomba di:
| Titolare              | Titolo                         | Necropoli           | Dinastia/Periodo                             | Note                                                         |
| --------------------- | ------------------------------ | ------------------- | -------------------------------------------- | ------------------------------------------------------------ |
| Amenemheb, detto Mahu | Tenente comandante dei soldati | Sheikh Abd el-Qurna | XVIII dinastia (Thutmosi III - Amenhotep II) | versante est della collina; a sud della TT86 e sotto la TT87 |

## Biografia
Madre di Amenemheb, titolare della TT85, fu Tetires. Beki, Responsabile della stanza dei bambini, fu sua moglie.

## La tomba
Ad un breve corridoio (1 in planimetria), sulle cui pareti è possibile rilevare i resti di inni sacri, segue un vestibolo con quattro pilastri (A-B-C-D in planimetria). Sulle pareti di tale vestibolo, il defunto (2-3) dinanzi ai magazzini di Amenhotep II in atto di controllare le razioni per le truppe, compresi porta-stendardi mentre, in basso, assiste alla preparazione del cibo. Su una delle pareti più brevi (4-5-6) il defunto assiso o stante e donne che recano mazzi di fiori; poco discosto (7) una falsa porta e rappresentazione del defunto e della moglie che offrono libagioni al dio Anubi. Sulla parete che fronteggia l'ingresso, ufficiali e militari (8), la moglie del defunto offre mazzi di fiori al faraone Amenhotep II seduto sotto un chiosco (9); il defunto accanto a Thutmosi III (17), seduto sotto un chiosco, riceve tributari siriani con donne e bambini. Sull'altro lato corto del vestibolo (16) Amenhotep II, seguito dal defunto e dalla moglie, offre fiori a Osiride; poco discosto (15-14-13), due portatori di offerte, un uomo adora Anubi assiso e un altro che offre fiori al defunto. Segue (12) il defunto in adorazione di Osiride, alcuni giovani (figli?) offrono fiori al defunto e sua moglie in presenza di un complesso musicale maschile (11-10) composto da tre arpisti e un liutista, nonché suonatrici e danzatrici, e scena di offertorio del defunto e della moglie.
Sui pilastri:
- A: il defunto seduto; alla sommità un inno ad Amenhotep II; due fanciulle e la moglie dinanzi al defunto;
- B: la moglie, con un giovane principe in grembo, dinanzi al defunto; scene di purificazione della mummia da parte di preti e il defunto che loda Amenhotep II;
- C: il defunto offre fiori in occasione della Festa per il Nuovo Anno alla moglie che allatta un giovane principe; il defunto loda Thutmosi III;
- D: un uomo offre bende di lino al defunto e alla moglie, sotto la cui sedia si nasconde una scimmia; fanciulle suonano sistri; il defunto loda Thutmosi III.

Un secondo, breve corridoio (19) dà accesso ad un corridoio più largo che termina in una sala trasversale. Sulle pareti (20-21) il defunto e la moglie con un figlio, e la relativa moglie, seduti, ispezionano le suppellettili funerarie. Nella sala trasversale rilievi (in parte distrutti nella parte bassa) della processione verso la dea dell'Occidente (Hathor)(22), un lungo testo di lode per Osiride recitato dal defunto e dalla moglie (23); scene di caccia all'ippopotamo (24-25-26), di uccellagione con l'ausilio di reti e di pulitura e preparazione di pescato. Sulla parete corta (27) il defunto e la famiglia a caccia e pesca, mentre poco oltre (28) il defunto e la moglie dinanzi ai quali un uomo presenta una lista di offerte alla presenza di un concerto costituito da suonatori maschi e femmine (arpisti, liutisti e suonatrici di flauto e di lira).
Un corridoio finale, strutturato come "scrigno", presenta sulle pareti preti dinanzi alla mummia sotto un padiglione, con servi e tavole di cibi e vino e il trasporto del sarcofago trainato da uomini e buoi (29). Sulla parete opposta (30), il defunto e la moglie in piedi guardano verso un lago circondato da alberi; in altro registro il defunto e la moglie seduti ricevono prodotti del giardino e animali (gazzella, toro e uno stambecco). Sul fondo dello "scrigno" (31), su quattro registri sovrapposti, Osiride, Anubi e offerenti.

### Annotazioni
1. ↑  La numerazione dei locali e delle pareti segue quella di Porter e Moss 1927, pp. 170-175.
2. ↑  La prima numerazione delle tombe, dalla numero 1 alla 253, risale al 1913 con l’edizione del "Topographical Catalogue of the Private Tombs of Thebes" di Alan Gardiner e Arthur Weigall. Le tombe erano numerate in ordine di scoperta e non geografico; ugualmente in ordine cronologico di scoperta sono le tombe dalla 253 in poi.
3. ↑  I campi della Duat, ovvero l'aldilà egizio, si trovavano, secondo le credenze, proprio sulla riva occidentale del grande fiume.
4. ↑  Nella sua epoca di utilizzo, l'area era nota come "Quella di fronte al suo Signore" (con riferimento alla riva orientale, dove si trovavano le strutture dei Palazzi di residenza dei re e i templi dei principali dei) o, più semplicemente, "Occidente di Tebe".
5. ↑  le Tombe dei Nobili, benché raggruppate in un'unica area, sono di fatto distribuite su più necropoli distinte.
6. ↑  Le note, sovente di inquadramento topografico della tomba, sono tratte dal "Topographical Catalogue" di Gardiner e Weigall, ed. 1913 e fanno perciò riferimento alla situazione dell'epoca.

### Fonti
1. ↑  Gardiner e Weigall 1913.
2. ↑  Donadoni 1999,  p. 115.
3. 1 2  Porter e Moss 1927,  p. 170.
4. ↑  Gardiner e Weigall 1913, pp. 24-25.
5. ↑  Porter e Moss 1927,  pp. 170-175.